# Lanuéjouls-Privezac
Ancienne commune de l'Aveyron, la commune de Lanuéjouls-Privezac n'a existé sous ce nom que de 1900 à 1908.

## Histoire
En 1837, la commune de Lanuéjouls est rattachée à celle de Privezac. En 1900, le nom officiel de la commune de Privezac est modifié en Lanuéjouls-Privezac. En 1908, cette commune est supprimée ; l'ancienne commune de Lanuéjouls est rétablie, et Privezac reprend son nom original.